# Carling (Biermarke)
Carling ist der Name einer Lagerbiermarke in Kanada, Australien, Südafrika und dem Vereinigten Königreich. Besitzer der Biermarke ist die Molson Coors Brewing Company.

## Geschichte
1840 gründete Thomas Carling eine kleine Brauerei im kanadischen London, Ontario. Nach seinem Tod übernahmen seine Söhne John und William das Unternehmen und benannten es in W & J Carling Brewing Co. um. John Carling wurde zu einer landesweit bekannten Person in den Bereichen Wirtschaft und Politik und wurde 1893 zum Ritter geschlagen. Nach seinem Tod 1911 wechselte Carling mehrmals den Besitzer, bis die kanadische Brauerei Molson das Unternehmen 1989 erwarb.
1999 verkaufte Carling 1 Milliarde Pints in Großbritannien und brach damit den damaligen Rekord. Seitdem ist Carling das meistverkaufte Lagerbier im Vereinigten Königreich.

## Öffentlichkeitsarbeit
Carling war lange Hauptsponsor der beiden Glasgower Fußballvereine Glasgow Rangers und Celtic Glasgow. Außerdem war Carling von 2003 bis 2012 Sponsor des englischen League Cups und der Premier League.
In den 1970er Jahren trat die Carling Brauerei auch als Sponsor im internationalen Motorsport in Erscheinung. So unterstützte man beispielsweise Roy Woods Racing in der CanAm-Saison 1973 und das BMW Team Belgium in der Marken-Weltmeisterschaft 1978.